# 길버트 갓프리드
길버트 갓프리드(Gilbert Gottfried, 1955년 2월 28일~2022년 4월 12일)는 미국의 배우이자 희극인이다.
2022년 4월 12일 심실빈맥과 근위축증으로 사망했다.

## 출연 작품
- 밀리언 웨이즈 - 링컨 역
- 애니멀 크래커 - 마리오 주키니 역(목소리)
- 길버트 - 본인 역